# Stiliger aureomarginatus
Stiliger aureomarginatus is een slakkensoort uit de familie van de Limapontiidae. De wetenschappelijke naam van de soort is voor het eerst geldig gepubliceerd in 1993 door Jensen.